# Aubette de Meulan
Pour les articles homonymes, voir Aubette.
L'Aubette de Meulan est une rivière de 20 km de long, affluent de rive droite de la Seine, qui coule dans le Val-d'Oise et les Yvelines.

## Hydrographie
Cette petite rivière prend sa source dans le plateau du Vexin français,  à Guiry-en-Vexin (Val-d'Oise), dans la forêt départementale de Morval au point de coordonnées 1,8414 - 49,1161 
Elle coule d'abord, sous le nom de ru de la Défonce, selon une orientation nord-ouest/sud-est et reçoit dans le village de Guiry-en-Vexin le ru de Guiry après lequel elle prend le nom d'Aubette. À la traversée de Vigny, son cours s'infléchit vers le sud formant un large coude et se jetant dans la Seine (bras de Mézy) à la limite des communes de Hardricourt et de Meulan-en-Yvelines. 
Son cours se trouve entièrement dans le parc naturel régional du Vexin français.

### Affluents
Tout près de son embouchure dans la Seine, elle reçoit la Montcient, petite rivière de 11 km qui naît dans le Vexin français, à Sailly.
À Sagy, l'Aubette de Meulan reçoit sur sa rive droite le ruisseau de Siréfontaine (longueur : 1,2 km).

## Communes traversées
L'Aubette de Meulan traverse 11 communes dont huit dans le Val-d'Oise et trois dans les Yvelines :
Val-d'Oise
Guiry-en-Vexin ~ Gadancourt ~ Avernes ~ Théméricourt ~ Vigny ~ Longuesse ~ Sagy ~ Condécourt ;
Yvelines
Tessancourt-sur-Aubette ~ Meulan-en-Yvelines ~ Hardricourt.

Le syndicat intercommunal du bassin versant de l’Aubette de Meulan (SIBVAM), créé dans les années 1980, regroupe les communes d'Avernes, Cléry-en-Vexin, Condécourt, Courdimanche, Gadancourt, Guiry-en-Vexin, Longuesse, Menucourt, Meulan-en-Yvelines, Sagy, Tessancourt, Théméricourt et Vigny. 
Ce syndicat exerce les compétences déléguées par les communes concernées en matière d'entretien et d'aménagement, sauf la compétence ruissellement. Il peut  exécuter des travaux d’intérêt général, qui  ont un caractère d’aménagement durable ou de gros entretien, sur les cours d’eau et sur les biefs.

## Histoire
Elle a donné son nom à la commune de Tessancourt-sur-Aubette.

## Voir également